# Wunder gibt es immer wieder

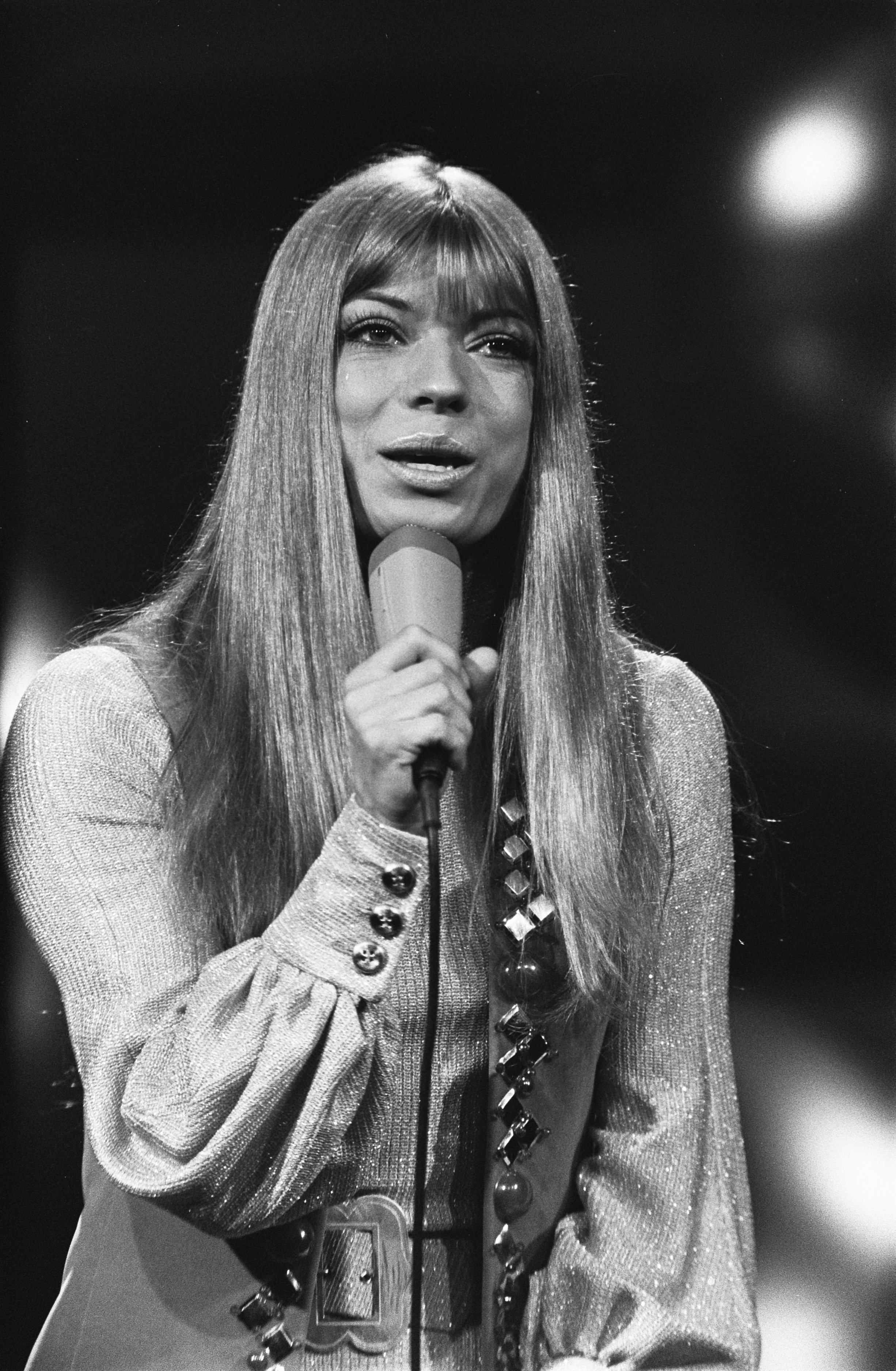
La cantante de la canción en pleno Festival de Eurovisión en 1970.

«Wunder gibt es immer wieder» (Traducción en español: "Los milagros suceden otra vez y otra vez") fue la canción alemana en el Festival de la Canción de Eurovisión 1970, interpretada en alemán por Katja Ebstein.
La canción fue interpretada undécima en la noche (siguiendo a Dominique Dussault de Mónaco con "Marlène" y antes de Dana de Irlanda con "All Kinds of Everything"). Al cierre de la votación obtuvo 12 puntos, ubicándose en 3.er lugar de 12.
La canción es una canción positiva, con Ebstein comentando que no hay caso en quejarse si uno es infeliz y sin amor, porque los milagros pasan constantemente y en algún momento uno le sucederá a cualquiera.
Fue seguida por representante alemana en el festival del 71 por Ebstein otra vez, ahora con "Diese Welt".
Fue grabada de nuevo por el grupo alemán Monrose para el Deutscher Vorentscheid 2007.
- Datos: Q2884438